# ده شهر (مقاطعة كلاردشت)
ده‌شهر (بالفارسية: ده‌شهر) هي قرية تقع في Kuhestan Rural District في إيران. يقدر عدد سكانها بـ 35 نسمة بحسب إحصاء 2016.